# Ischnura graellsii
Ischnura graellsii (лат.) — вид мелких стрекоз рода Ischnura из семейства стрелок (Coenagrionidae).

## Этимология названия
Видовое название дано в честь испанского зоолога Мариано де ла Пас Граэльса (1809—1898).

## Описание
Стрекозы мелкого размера. Сложные глаза взрослых особей имеют тёмную верхнюю верхнюю и светлую нижнюю части. Крылья прозрачные, в основании стебельчатые. Птеростигма равна по длине одной ячейке. Во время отдыха держат свои крылья сложенными над телом.

## Ареал
Алжир, Франция, Марокко, Португалия, Испания, Тунис.

## Биология
Вид заселяет почти любые типы как стоячих, так и проточных водоемов, в том числе и солоноватые. Для вида известны случаи сексуального каннибализма, когда самки поедают самцов во время спаривания. Тело личинки слегка удлиненное, покрыто шипиками.